# Gramsh
Gramsh là một đô thị trong quận Gramsh thuộc hạt Elbasan, Albania. Dân số năm 2005 là 10477 người.